# Anthony Appiah

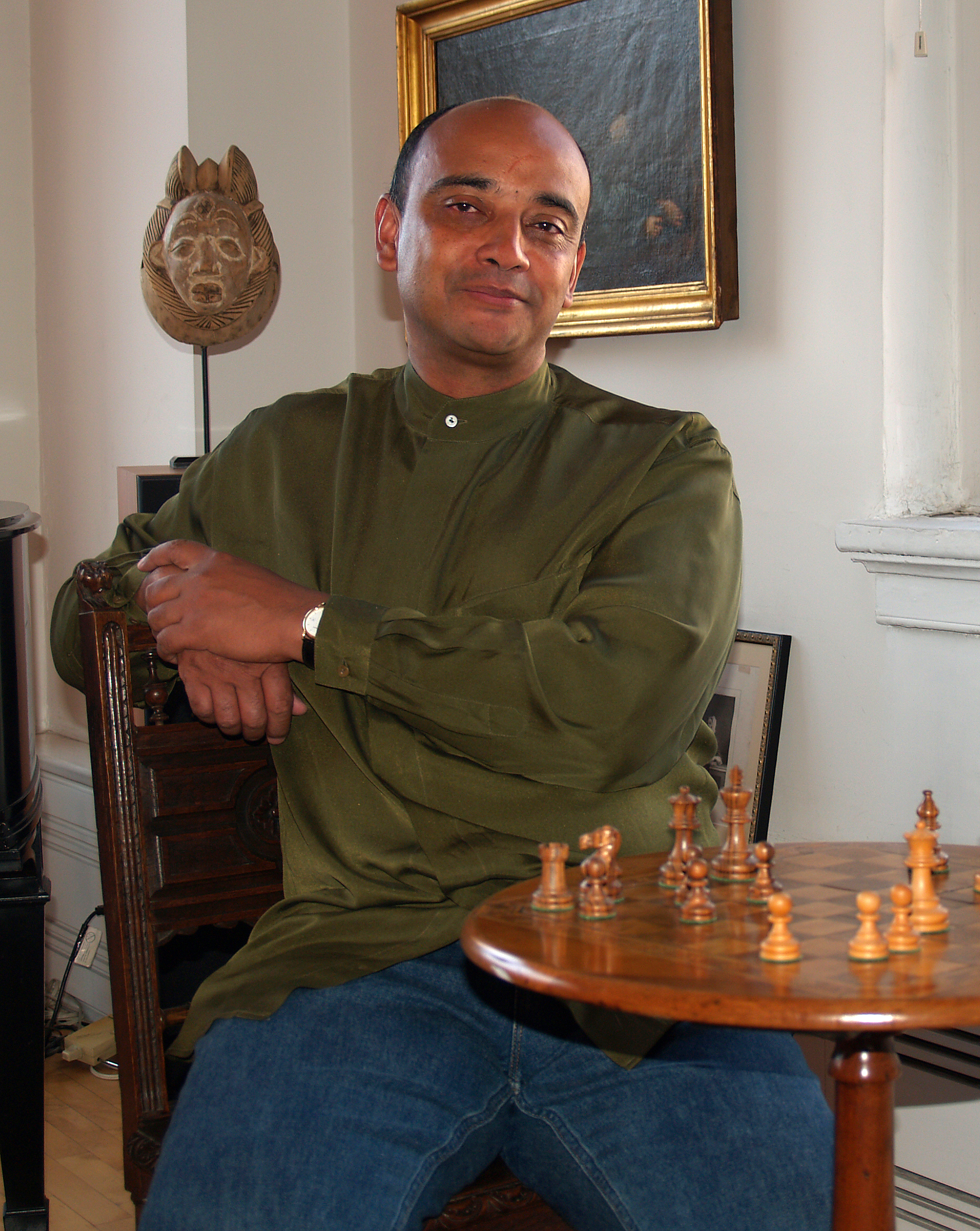
Kwame Anthony Appiah

Kwame Anthony Akroma-Ampim Kusi Appiah (* 8. Mai 1954 in London) ist ein analytischer Philosoph, der unter anderem zu Fragen der Semantik, Ethik, Politik sowie interkulturellen Philosophie arbeitet und neben umfangreicher Herausgebertätigkeit Romane schreibt. Er ist Professor an der New York University.

## Leben
Appiah wurde in London als Sohn des bekannten ghanaischen Politikers und Juristen Joe Appiah und der in Großbritannien geborenen und in Ghana durch ihre Kinderbücher bekannt gewordenen Peggy Cripps-Appiah geboren. Er verbrachte seine Kindheit in Kumasi in Ghana. 
Appiah studierte von 1972 bis 1982 am Clare College in Cambridge und erwarb dort seinen Doktor (Ph.D.). Anschließend war er von 1982 bis 1986 in Yale, von 1986 bis 1990 in Cornell und dann 1990 bis 1991 in Duke. Von 1991 bis 2002 war er in Harvard. 2002 wurde Appiah als Laurance S. Rockefeller Professor nach Princeton berufen und 2014 wechselte er an die New York University.
1995 wurde Appiah in die American Academy of Arts and Sciences gewählt. 2001 wurde er gewähltes Mitglied der American Philosophical Society, 2024 Ehrenmitglied der Royal Society.
Seit 2024 hat er die Hans-Blumenberg-Professur an der Universität Münster inne. Ebenfalls 2024 erhielt er den Kluge-Preis.

## Lehre
Er ist vor allem durch seinen Begriff von Kosmopolitismus als Vorrang der Universalität (menschenrechtlicher Werte) über die Differenz (unter Kulturen) bekannt. „Race“ und Identität spielen in seinem politisch liberalen Denken eine zentrale Rolle.
In seinem 2010 erschienenen Werk The Honor Code: How Moral Revolutions Happen geht er der Frage nach, weshalb moralisch verwerflichen Handlungen in Gesellschaften abgeschworen wird. Mit Verweis auf die aristotelische Tugendlehre wie Stephen Darwalls Konzept der Anerkennung der Würde erklärt er die Ablehnung und letztlich Auflehnung gegen eingeübte Praktiken wie die der Sklaverei in den Vereinigten Staaten oder des Füßebindens im vorkommunistischen China.

## Werke (Auswahl)
- In My Father’s House. Africa in the Philosophy of Culture. Methuen, London 1992, ISBN 0-413-67600-5.
- Kosmopolitischer Patriotismus (= Edition Suhrkamp. 2230). Suhrkamp, Frankfurt am Main 2001, ISBN 3-518-12230-4.
- Thinking it Through. An Introduction to Contemporary Philosophy. Oxford University Press, Oxford u. a. 2003, ISBN 0-19-516028-2 (Überarbeitung von An Introduction to Philosophy, 1989).
- The ethics of identity. Princeton University Press, Princeton NJ u. a. 2005, ISBN 0-691-12036-6.
- Cosmopolitanism (2006)
  - Der Kosmopolit. Philosophie des Weltbürgertums. C. H. Beck, München 2007, ISBN 978-3-406-56327-0.
- Experiments in ethics (2008)
  - Ethische Experimente. Übungen zum guten Leben. C. H. Beck, München 2009, ISBN 978-3-406-59264-5.
- The Honor Code: How Moral Revolutions Happen (2010)
  - Eine Frage der Ehre oder wie es zu moralischen Revolutionen kommt. C. H. Beck, München 2011, ISBN 978-3-406-61488-0.
- Lines of Descent: W.E.B. Du Bois and the Emergence of Identity. Harvard University Press, Cambridge, Massachusetts 2014.
- The Lies That Bind: Rethinking Identity, Profile Books, 2018, ISBN 978-1781259238.
  - Identitäten – Die Fiktionen der Zugehörigkeit, aus dem Englischen von Michael Bischof, Hanser Berlin, 2019, 336 S., ISBN 978-3-446-26416-8.[4]